# Гащак Сергій Петрович
Гащак Сергій Петрович — український зоолог, еколог, дослідник фауни Чорнобильської зони відчуження. Заступник директора Міжнародної радіоекологічної лабораторії з науки, начальник відділу радіоекологічних досліджень.

## Біографічні деталі

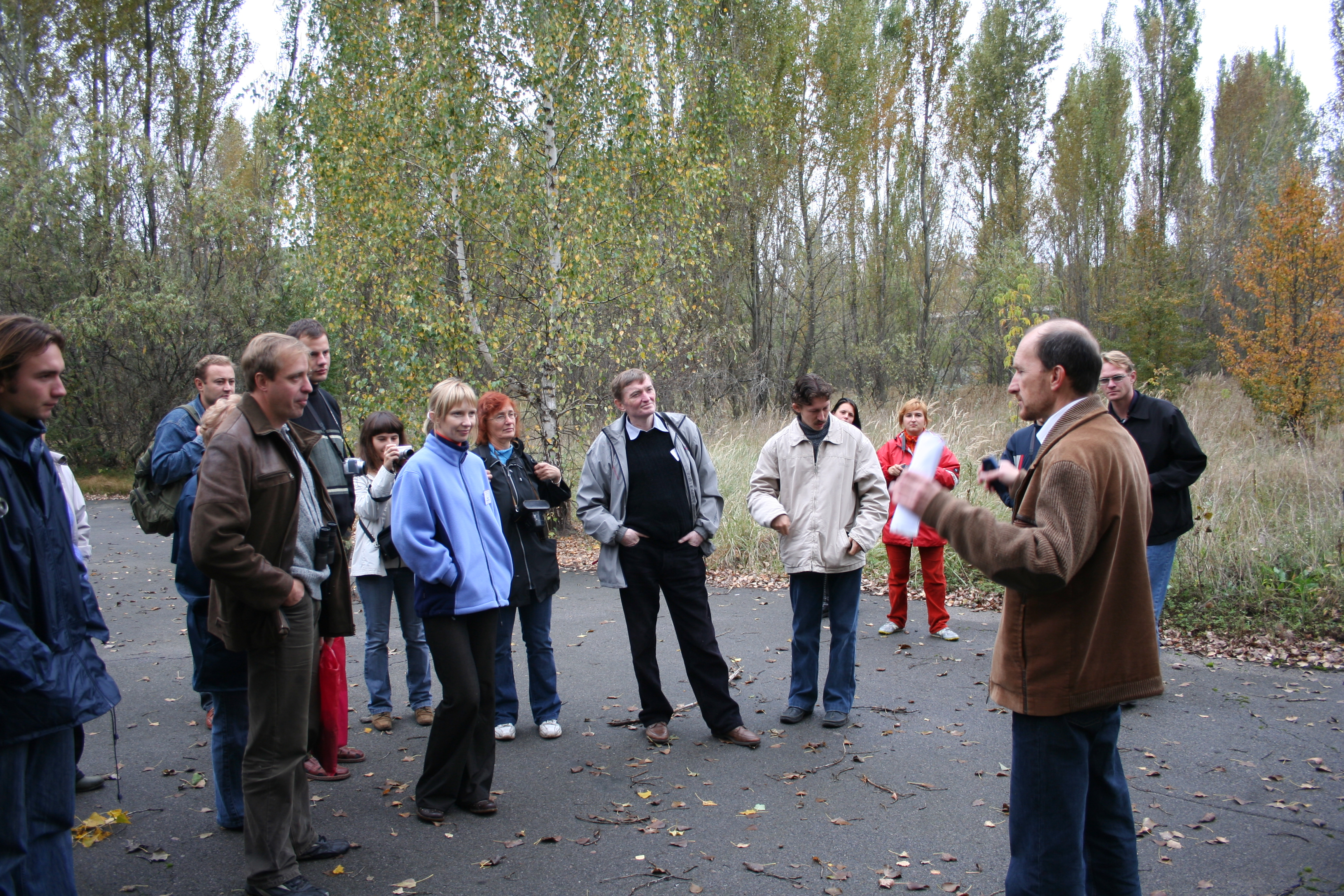
Сергій Гащак веде екскурсію по Прип'яті для учасників 14 Теріошколи. Територія стадіону.

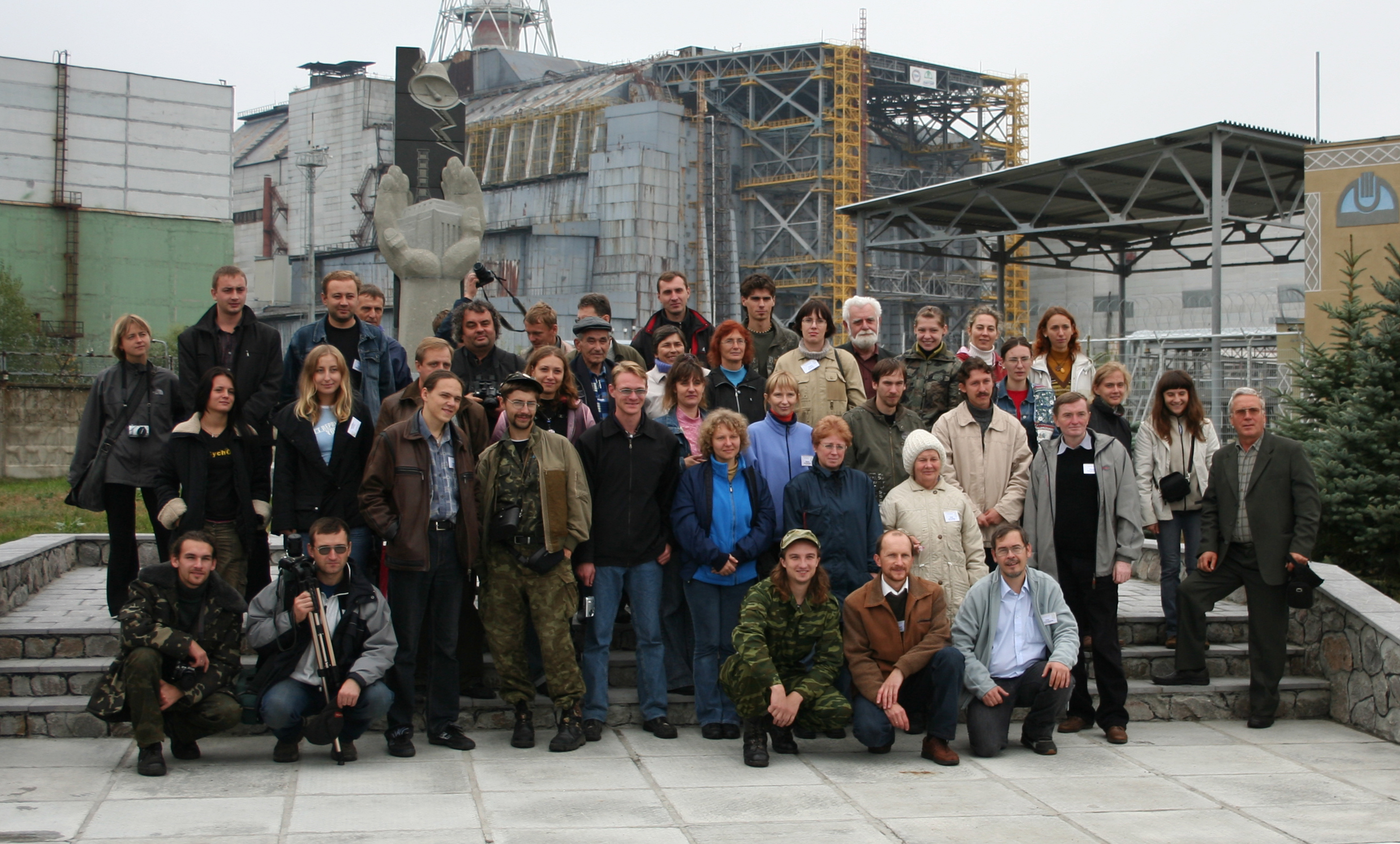
Група учасників 14 Теріошколи біля саркофагу ЧАЕС (Сергій Гащак — в першому ряду в центрі

Випускник Харківського університету імені Василя Каразіна. З перших днів після Чорнобильської катастрофи і дотепер працює в різних моніторингових структурах Чорнобиля та Славутича, веде моніторинг фауни та її змін. Працює в Міжнародній радіоекологічній лабораторії ЧЦ.

## Дослідження

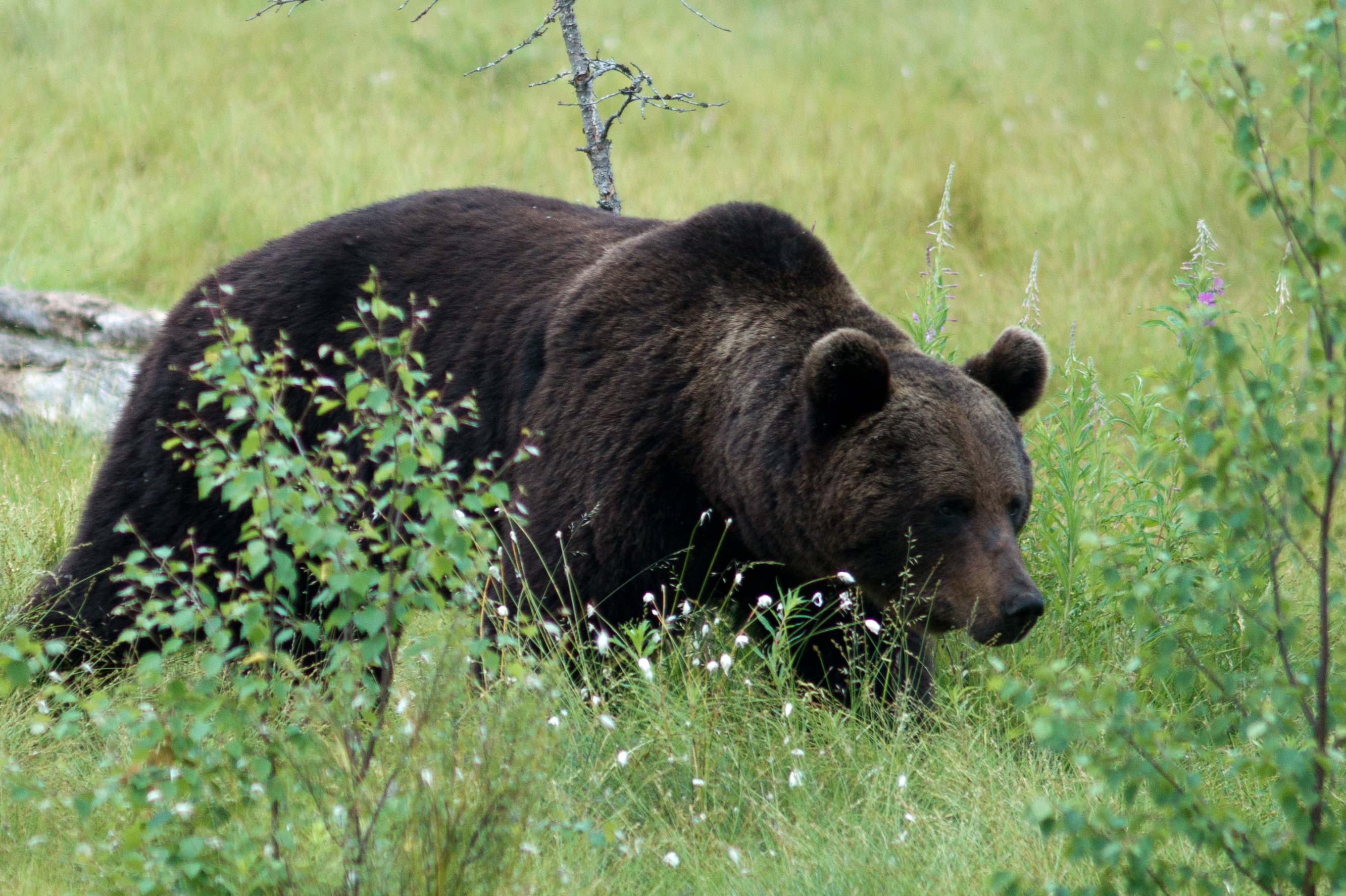
Ведмідь бурий (Ursus arctos) — один з об'єктів моніторингу, який веде С. Гащак у Зоні.

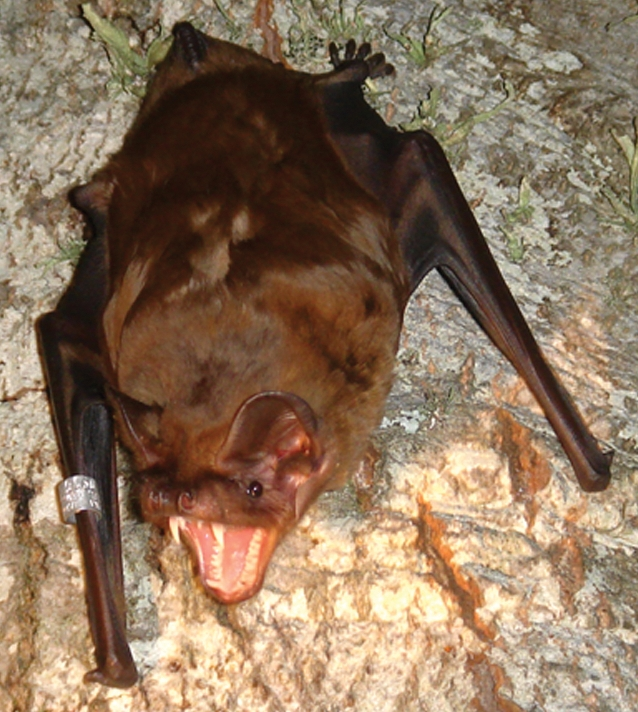
Вечірниця велика (Nyctalus lasiopterus) — один з об'єктів моніторингу, який веде С. Гащак у Зоні.

За вузьким фахом — орнітолог та теріолог. Дипломна робота була присвячена птахам, дисертація — радіобіології, сучасні дослідження більше стосуються ссавців. Дисертаційне дослідження — «Оцінка ефективності застосування ферроціанідів для зниження вмісту Cs у продуктах тваринництва» (1995)
Одними з найвідоміших досліджень у Зоні в останні роки стали дослідження з фотопастками, завдяки яким вдалося з'ясувати чимало невідомих раніше деталей щодо складу фауни та його динаміки, а також картування окремих найбільш слабо досліджених видів великорозмірних ссавців — як хижих (вовки, лиси, єноти, ведмеді, рисі тощо), так і «копитних» (коней, лосів, оленів, сарн, зубрів, свиней). Значного розголосу набули реєстрації фотопастками ведмедів, чому присвячено і детальну наукову публікацію (див. нижче: Gashchak et al., 2017).
Значний період останнього часу (2010-ті роки) спільно з харківськими колегами приділяв вивченню фауни кажанів Зони та пошуку їх рідкісних видів (напр. вечірниці великої Nyctalus lasiopterus).

## Наукові статті
- Гащак С. П. Цікаві зоологічні знахідки з півночі Київської та Чернігівської областей // Вестник зоологии. — 2003. — 37 (3). — С. 64.
- Гащак С. П., Вишневський Д. О., Заліський О. О. Фауна хребетних тварин Чорнобильської зони як передумова створення заповідних об'єктів на її території [Архівовано 31 січня 2017 у Wayback Machine.] // Бюлетень екологічного стану Зони відчуження. — 2006. — № 1. — С. 41–47.
- Гащак С. Про досвід автоматичного фотографування диких тварин у Чорнобильській зоні [Архівовано 4 січня 2018 у Wayback Machine.] // Раритетна теріофауна та її охорона / За редакцією І. Загороднюка. — Луганськ, 2008. — С. 28–36. (Серія: Праці Теріологічної Школи. Випуск 9).
- Гащак С., Хуфер С., Маклюк Ю., Микс Х., Виклифф Д., Бейкер Р. О видовом разнообразии мышей рода Sylvaemus в Украине [Архівовано 4 січня 2018 у Wayback Machine.] // Раритетна теріофауна та її охорона / За редакцією І. Загороднюка. — Луганськ, 2008. — С. 80–92. (Серія: Праці Теріологічної Школи. Випуск 9).
- Vlaschenko A., Gashchak S., Gukasova A., Naglov A. New record and current status of Nyctalus lasiopterus in Ukraine (Chiroptera: Vespertilionidae) [Архівовано 4 березня 2018 у Wayback Machine.] // Lynx. — 2010. — 41. — P. 209—216.
- Gashchak S. P., Beresford N. A., Maksimenko A., Vlaschenko A. S. Strontium-90 and caesium-137 activity concentrations in bats in the Chernobyl exclusion zone // Radiation and Environmental Biophysics. — 2010. — 49 (4). — P. 635—644.
- Гащак С. П., Влащенко А. С., Наглов А. В. Результаты изучения фауны и радиоактивного загрязнения рукокрылых Чернобыльской зоны отчуждения в 2007—2009 гг. [Архівовано 4 березня 2018 у Wayback Machine.] // Проблеми Чорнобильської зони відчуження. — 2009. — Вип. 9. — С. 102—124.
- Гащак С. П., Влащенко А. С., Наглов А. В., Кравченко К. А., Прилуцкая А. С. Фауна рукокрылых зоны отчуждения в контексте оценки природоохранного значения ее участков [Архівовано 4 січня 2018 у Wayback Machine.] // Проблемы Чернобыльской зоны отчуждения. — 2013. — Вып. 11. — С. 56–79.
- Gashchak, S., Gulyaichenko, Y., Beresford, N. A., Wood, M. D. Brown Bear (Ursus arctos L.) in the Chornobyl Exclusion Zone [Архівовано 4 січня 2018 у Wayback Machine.] // Proceedings of the Theriological School. 2016. Vol. 14: 71–84.
- Gashchak, S., Gulyaichenko, Y., Beresford, N. A., Wood, M. D. European bison (Bison bonasus) in the Chornobyl exclusion zone (Ukraine) and prospects for its revival [Архівовано 4 січня 2018 у Wayback Machine.] // Proceedings of the Theriological School. 2017. Vol. 15: 58–66.

## Монографічні праці
- Гащак, С. П., Вишневський, Д. О., Заліський, О. О. Фауна хребетних тварин Чорнобильської зони відчуження (Україна) / За заг. ред. С. П. Гащака. — Славутич, 2006. — 100 с.[3]